# René Charles Guilbert de Pixérécourt

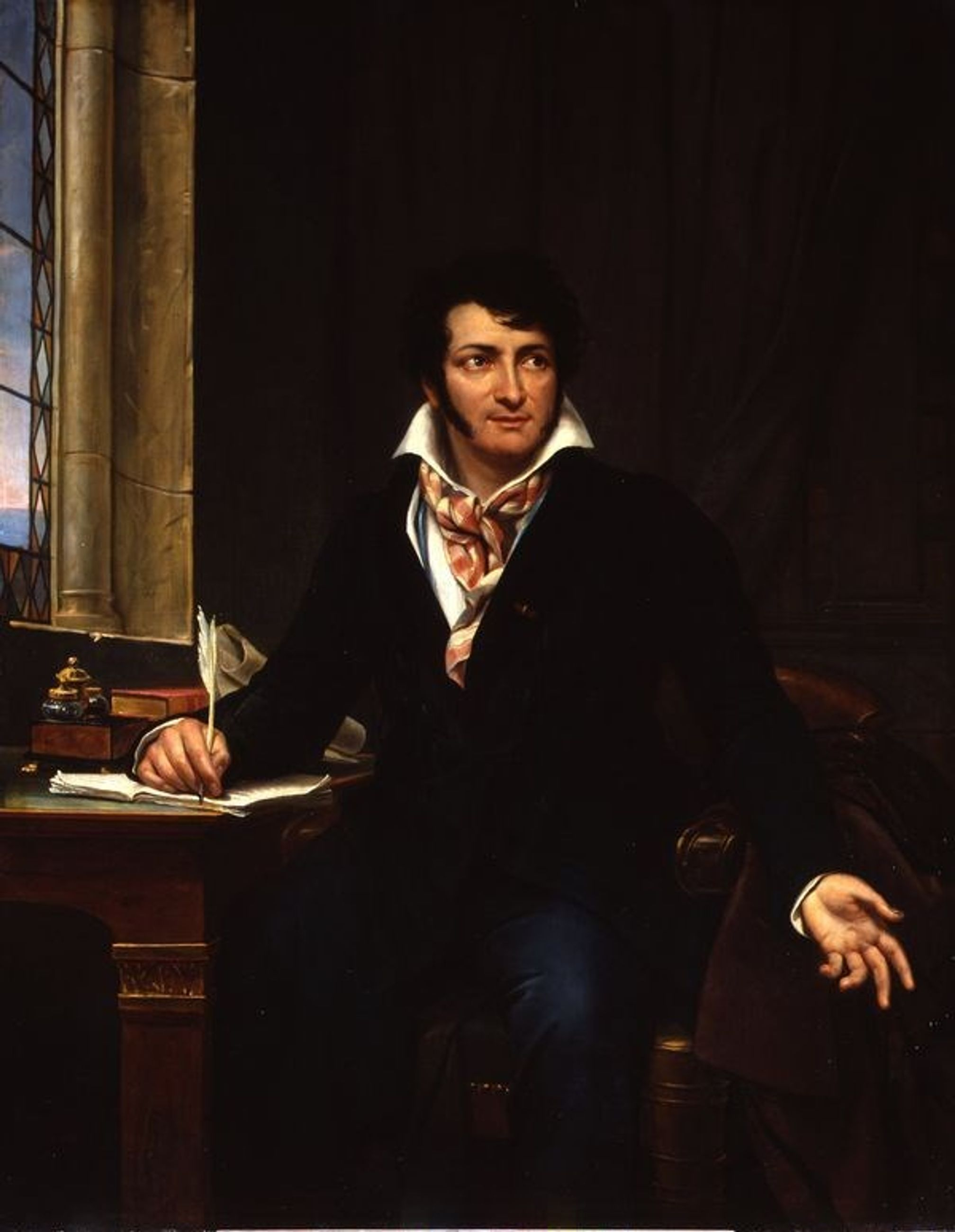
René Charles Guilbert de Pixérécourt, 1822

René Charles Guilbert de Pixérécourt (* 22. Januar 1773 in Nancy, Département Meurthe-et-Moselle; † 27. Juli 1844 ebenda) war ein französischer Theaterautor und Regisseur. Er war der Begründer des modernen Melodramas.

## Familie und Leben
Pixérécourt entstammte einer erst 1712 geadelten Familie und war das zweite von drei Kindern. Sein Vater Nicolas Charles George Guilbert de Pixérécourt (* 18. September 1742 in Nancy; † 6. März 1837 ebendort) war Leutnant des Königlichen Roussillon Regiments und hatte am 31. Januar 1769 Anne Margueritte Foller de Silloncourt (* 13. Juli 1743 in Nancy; † 18. Oktober 1802) geheiratet. Nach eigenen Angaben wurde er streng und lieblos erzogen. Während der ersten vier Lebensjahre wurde die fehlende elterliche Zuneigung im Nachbarort Pompey von einer Amme und Pflegemutter, einer Bäuerin, ersetzt. Ab dem 8. Lebensjahr war ein von ihm hochgeschätzter Pater Munier zehn Jahre lang sein Erzieher, einziger Freund und Mentor. Obwohl seine schulische Laufbahn nicht ganz glatt verlief, war er ein erfolgreicher Schüler. In den Jahren 1787 bis 1790 studierte er Philosophie und Jura.
Nachdem Vater und Sohn zu Beginn der Französischen Revolution in Gefahr geraten waren und sich gegenseitig das Leben gerettet hatten, schickte ihn sein Vater in die Emigration nach Deutschland. Hier hielt er sich zusammen mit etwa 15 anderen adligen Emigranten aus Anjou ein knappes Jahr in Ernst an der Mosel auf, bevor er im Sommer 1792 von den Royalisten in die Armee der Emigranten einberufen wurde. 
Aus der am 30. September 1795 in Paris mit der aus einer Freibeuter- und Reederfamilie zu Granville stammenden Marie Jeanne Françoise Quinette de la Hogue (* 26. November 1773 in Paris) geschlossenen Ehe ging die Tochter Anne Françoise Guilbert de Pixérécourt (* 21. Januar 1799 in Paris; † 21. April 1860 ebendort) hervor. Diese heiratete am 28. August 1820 Pierre Bergère (* 2. Dezember 1785 in Auxonne; † 18. März 1878 in Dijon). Am 27. Juli 1844 starb der schwerkranke, stark gichtgeplagte Dramatiker nach einem dritten Schlaganfall.
In seinen Lebenserinnerungen beschreibt Pixérécourt seine Ehe als von Anfang an unglücklich. Romantisch verklärend beschreibt er hingegen seine Liebe zu einer Clotilde, die er als Emigrant im Kloster Maria Engelport kennengelernt hatte. Zwar sind seine historischen Ausführungen fehlerhaft, diese platonische Jugendliebe lässt sich jedoch als Hildegard Kämmerer (von Worms?) identifizieren, die als Waise von ihrer Tante, der Engelporter Meisterin Hildegard von Moskopp, im Kloster aufgenommen worden war. Die Großmutter mütterlicherseits der Angebeteten, Renée d'Hablainville (* 17. Februar 1695 in Nancy; † 5. Juli 1749 in Boppard), stammte wie der Jüngling aus Nancy. Als die junge Frau im November 1792 im Sterben lag, eilte er aus Frankreich zu ihr ins Kloster und schrieb fünf Jahrzehnte später: Dort war meine Zukunft, mein Leben, meine ganze Existenz, mein ganzes Glück. In dieser unbefleckten Seele war alles nach meinem Herzen. Oh weh! ich habe sie verloren! … unwiederbringlich! … und fünfzig Jahre haben meinen Schmerz nicht ausgelöscht! Nichts ist mir von Engelport geblieben. Wie bedeutend diese Begegnung für ihn war, lässt die Tatsache erahnen, dass eine Clotilde in de Pixérécourts Melodram Der Hund des Aubry eine, allerdings nur fiktive Rolle spielt, aber immerhin das Mordmotiv war.

## Werk
Bereits während des Kriegsdienstes schrieb Pixérécourt Theaterstücke. 1797 gelang es ihm erstmals, ein Stück im Pariser Théâtre de l’Ambigu-Comique zur Aufführung zu bringen. Im gleichen Jahr folgte der Großerfolg Victor ou l’enfant de la forêt (Victor oder das Kind des Waldes), ein Stück, das von Jean-Jacques Rousseaus Pygmalion (1770) inspiriert ist. Cœlina (1800) wurde sein erfolgreichstes Stück. 1827 war er ein Jahr lang Direktor der Opéra-Comique. 1825 bis 1835 war er Direktor des Théâtre de la Gaîté, bis es durch einen Brand zerstört wurde, was ihn um sein Vermögen brachte. Er zog sich nach Nancy zurück und beschäftigte sich mit der Ausgabe seiner Werke. Zu seinen Lebzeiten wurden seine über 120 Stücke etwa 30.000-mal aufgeführt.

## Wirkung
Pixérécourts Stücke wurden auf dem Pariser Boulevard du Temple gespielt, hauptsächlich im Théâtre de l’Ambigu-Comique, im Théâtre de la Porte Saint-Martin und im Théâtre de la Gaîeté. Die Kriminalgeschichten, die einen wesentlichen Teil des Repertoires ausmachten, waren Anlass für den Spitznamen dieses Boulevards als „Boulevard du crime“ (Boulevard des Verbrechens). Auch der abschätzige Ausdruck Boulevardtheater steht in Verbindung mit Pixérécourts Melodramen. Sein Publikum stammte aus der unteren Mittelschicht. Viele konnten nicht lesen.
Pixérécourt war trotz zahlreicher Anfeindungen einer der einflussreichsten Theaterschriftsteller zu Beginn des 19. Jahrhunderts und hatte erheblichen Einfluss auf Literatur, Kunst und Dramatik der folgenden Generation, wie Victor Hugo, Honoré de Balzac, Alexandre Dumas der Ältere, Eugène Scribe oder die Opernkomponisten Daniel François Esprit Auber und Giacomo Meyerbeer. Zahlreiche deutschsprachige Autoren wie August von Kotzebue oder Ignaz Franz Castelli übersetzten seine Stücke oder benutzten sie als Grundlage für eigene Werke. Pixérécourts Der Hund des Aubry (1814), in dem ein Hund den Mörder seines Herrchens identifiziert, wurde mit einem dressierten Pudel aufgeführt und machte weltweit Furore. Johann Wolfgang Goethe legte 1817 seine Intendanz am Weimarer Hoftheater nieder, als er eine Aufführung nicht mehr verhindern konnte. Den Pudel („des Pudels Kern“) hat Goethe in Faust I verewigt.
Pixérécourts Arbeit als Regisseur, der großen Wert auf realistische Ausstattung legte, hatte erheblichen Einfluss auf die Theatergeschichte des 19. Jahrhunderts. Der Schauspieler und Schriftsteller Thomas Holcroft übersetzte Pixérécourts Melodramen für die Londoner Bühnen, wo das Melodrama eine eigene Tradition entfaltete.
Neben seinen rund 60 Melodramen schrieb Pixérécourt eine Reihe von Komödien sowie Texte für die musiktheatralischen Genres Opéra-comique, Vaudeville und Féerie. Er verfasste zwei theoretische Texte, in denen er sein Theatergenre rechtfertigte: Guerre au mélodrame! (1818) und Le Mélodrame (1832).

## Werke (Auswahl)
- Victor ou l’enfant de la forêt, 1797
- Cœlina ou l’enfant du mystère, 1800
- Robinson Crusoé, 1812
- Le Chien de Montargis (Der Hund des Aubry), 1814
- Christophe Colomb ou la découverte du Nouveau monde (Kolumbus oder die Entdeckung der Neuen Welt), 1815
- La Chapelle des bois, ou le témoin invisible, 1819
- Latude ou 35 ans de captivité, 1834

## Auszeichnungen
- Am 22. August 1824 wurde Pixérécourt zum Ritter der Ehrenlegion ernannt.